# مارلين مارتينيز
مارلين مارتينيز (بالإنجليزية: Marilyn Martinez)‏ هي ممثلة أمريكية، ولدت في 9 فبراير 1955 في دنفر في الولايات المتحدة، وتوفيت في 3 نوفمبر 2007 في لوس أنجلوس في الولايات المتحدة بسبب سرطان القولون.

## وصلات خارجية
- مارلين مارتينيز على موقع IMDb (الإنجليزية)
- مارلين مارتينيز على موقع ديسكوغز (الإنجليزية)
- مارلين مارتينيز على موقع قاعدة بيانات الفيلم (الإنجليزية)